# 近藤栄蔵
近藤 栄蔵（こんどう えいぞう、1883年（明治16年）2月5日 - 1965年（昭和40年）7月3日）は、日本の社会主義運動家、で（第一次）日本共産党幹部である。「暁民共産党事件」の被弾圧者の一人。

## 生涯

### 在米日本人社会主義者との交流
東京市小石川区生まれ。高等小学校卒業後、1902年（明治35年）アメリカに渡航し、カリフォルニア農学校を卒業して1910年に帰国。1916年（大正5年） - 1919年に再度渡米し、幸徳事件後にアメリカに亡命していた片山潜の影響を受け、1918年（大正7年）8月、田口運蔵ら在米日本人の若手の社会主義者（いわゆる「アメ亡」組）により結成された「在米日本人社会主義者団」に参加し、翌1919年5月、米騒動のニュースを聞き、日本において共産党を結成し革命をおこなおうと決意、帰国した。

### コミンテルンとの接触
帰国後は神戸で靴屋を営むかたわら、1920年4月、東京で山川均・堺利彦・荒畑寒村・高津正道らとともにコミンテルン日本支部準備会（日本共産党暫定執行委員会）を結成、翌5月にはコミンテルンへの報告のため上海に派遣され、李東輝ら朝鮮人社会主義者を介して活動資金6,500円を受領したが、多額の金を手にしたことで気が大きくなり、帰国後下関で遊興中、官憲に逮捕された（下関遊興事件）。釈放後の8月、非公式・非合法の共産主義者グループ「暁民共産党」を結成し、9月にコミンテルン極東代表・ヴォイチンスキーの使者として来日した張太雷（中国共産党）と会見し極東諸民族大会への参加を要請されたが、直後、「共産党本部」名義による兵士へのビラ配布で12月22日再び検挙された（暁民共産党事件）ため、翌1922年に開催された会議には参加できなかった。

### 第一次共産党に参加

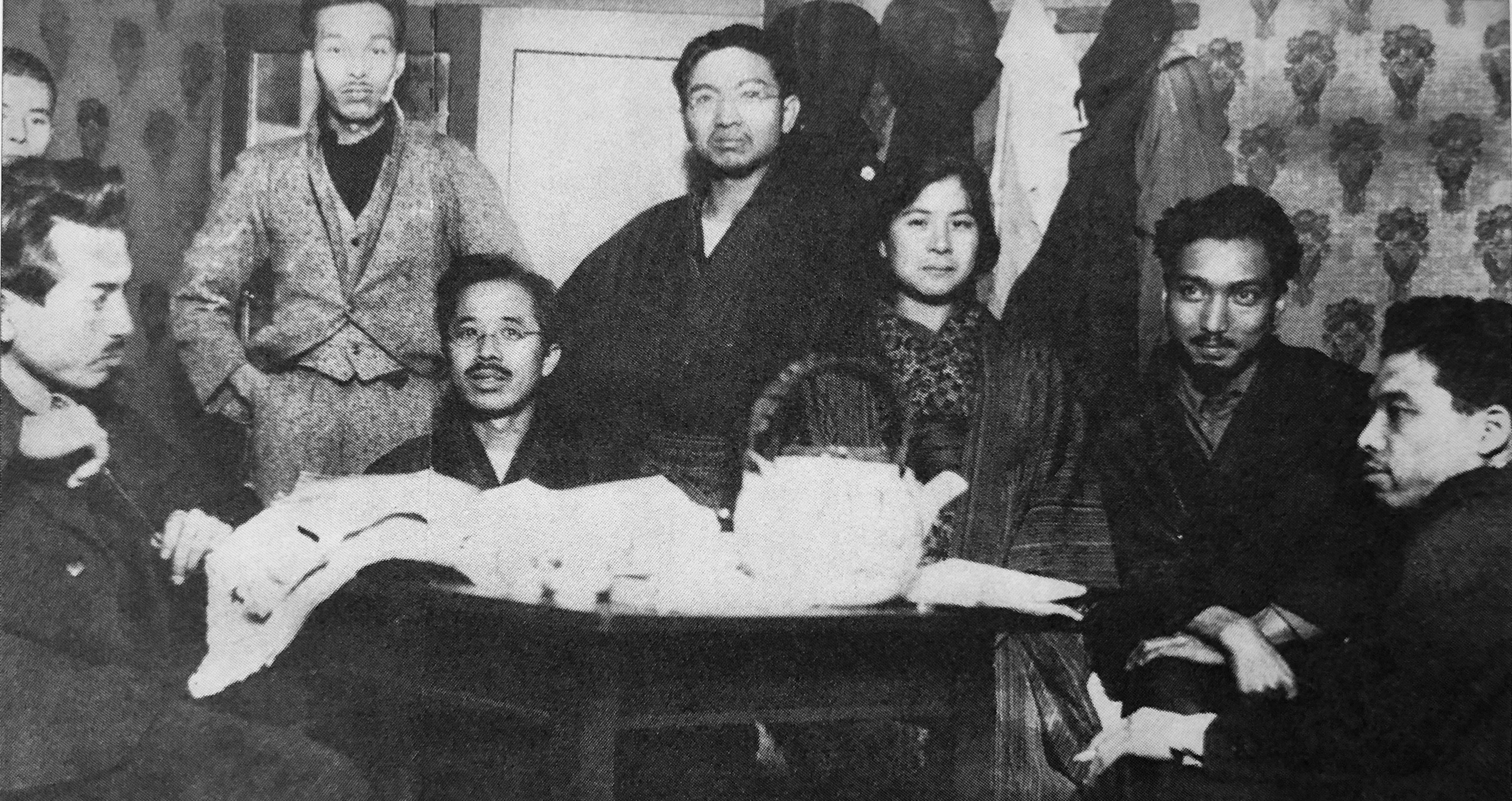
左から中村還一、近藤憲二、竹内一郎、岩佐作太郎、高津正道、伊藤野枝、大杉栄、近藤栄蔵。1921年1月11日撮影。

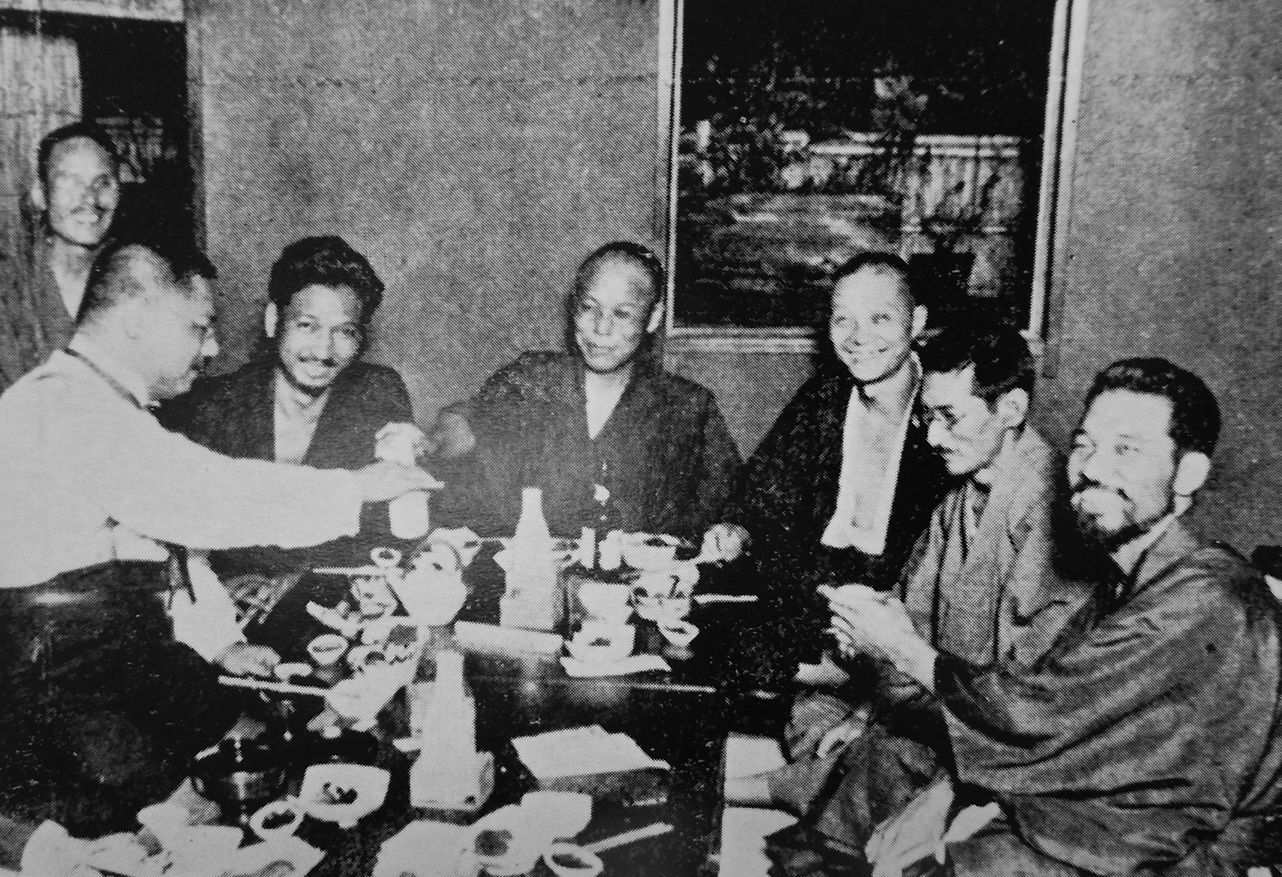
左手前から、新居格（白いシャツ）、大杉栄、堺利彦、山崎今朝弥、山川均、近藤栄蔵。左奥の人物は不明。1922年撮影。

その後1922年7月頃とされる日本共産党（第一次共産党）の創立大会に参加し、中央委員に選ばれた。恩師・片山潜の唱えた「議会政策論」の影響もあって、党内では高津正道・高尾平兵衛らとともに積極的な普選運動参加論を代表し、12月にはこの2人とともに「時局研究会」を結成した。またこれより以前の1921年1月 - 6月には大杉栄とともに『労働運動』（第2次）を発刊するなど「アナ派」との提携にも熱心であったが、1923年2月市川で開催された第2回党大会において近藤は党内で力を失い、アナ・ボル提携は頓挫した。その後6月には高津とともに島中雄三を巻き込み無産政党設立準備のため「政治問題研究会」を結成したが、同月、第一次共産党事件による弾圧の中で地下に潜行しソ連に亡命した（「政治問題研究会」は震災後の12月に再建され後の政治研究会の前身となった）。第一次共産党解党後、1924年6月 - 7月に開催されたコミンテルン第5回大会には片山らとともに日本副代表として参加し、またプロフィンテルン第3回大会で執行部に選出されブハーリン派として活動したが、1926年11月に帰国した。

### 後半生
帰国後の近藤は、再建されていた共産党（第二次共産党）とは距離を置き、中間派の無産政党である日本労農党に入党。しかし1931年に勃発した満州事変を契機に国家社会主義へ転向し、石川準十郎らと大日本国家社会党（赤松克麿の日本国家社会党とは別の団体）結成に加わるが、1942年に治安維持法違反容疑で拘束される。
第二次世界大戦後は公職追放を経て政治活動を完全に止め、1946年には全国戦災者同盟を、1953年には社会福祉法人「春陽会」をそれぞれ設立。亡くなるまで理事長を務めるなど、もっぱら社会福祉事業で活動した。
1965年7月3日、胆のうがんのため東京女子医科大学付属病院にて死去。

## 人物・評価
第一次共産党においては、いわゆる「アメ亡」出身の幹部で、アナ・ボル提携論と積極的な議会政治参加論を代表する人物であった。

## 著書
- 『コムミンテルンの密使』 文化評論社、1949年
- 『近藤栄蔵自伝』（同志社大学人文科学研究所・編） ひえい書房、1970年

## 関連文献
- 神田文人 「近藤栄蔵」 『国史大辞典』（第6巻） 吉川弘文館、1985年
- 岩村登志夫 「近藤栄蔵」 『日本史大事典』（第3巻） 平凡社、1993年